# Sozio-oekonomisches Panel
|                        |                                                                           |
| Leitung:               | Sabine Zinn (komm.)                                                       |
| Gründungsjahr:         | 1983                                                                      |
| Institutionalisierung: | 2003                                                                      |
| Ort:                   | Berlin (am DIW Berlin)                                                    |
| Anschrift:             | Sozio-oekonomisches Panel (SOEP) DIW Berlin Mohrenstraße 58. 10117 Berlin |
| Website:               | www.diw.de/de/soep                                                        |

Das Sozio-oekonomische Panel (SOEP) ['zœp] ist eine repräsentative Wiederholungsbefragung von Privathaushalten in Deutschland. Die Befragung wird im jährlichen Rhythmus seit 1984 immer bei denselben Personen und Familien, also bei demselben Personen-Panel durchgeführt. Über die Zeit kamen neue Haushalte hinzu. Inzwischen werden jährlich etwa 30.000 Menschen in knapp 20.000 Haushalten befragt (Stand 2022).
Sozio-oekonomisches Panel (SOEP) ist der wissenschaftliche Studienname und auch der Name eines Geschäftsbereichs am Deutschen Institut für Wirtschaftsforschung (DIW Berlin). Das SOEP ist eine forschungsbasierte Infrastruktureinrichtung der Leibniz-Gemeinschaft. Aufgrund der weltweiten Nutzung der Daten wird im Begriff „ökonomisch“ der Umlaut ö durch „oe“ ersetzt, damit die Abkürzung international verständlich ist und gleichzeitig zum deutschen Namen passt.
Der Wissenschaftsrat stufte 2008 die Forschungsqualität des SOEP als exzellent ein. Auch in der letzten Evaluierung durch die Leibniz-Gemeinschaft im Jahr 2019 wurde das SOEP exzellent bewertet.

## Die SOEP-Daten
Mit Hilfe des SOEP werden politische und gesellschaftliche Veränderungen in Deutschland beobachtet und analysiert. Die Daten helfen, soziologische, ökonomische, psychologische, demographische, gesundheitswissenschaftliche und geographische Fragestellungen zu beantworten. In der Hauptstudie SOEP-Core werden Daten zum Einkommen, zur Wohnsituation, Bildung, Gesundheit, zur Lebenszufriedenheit und zu politischen und gesellschaftlichen Einstellungen erfragt.
Daneben führt das SOEP seit 2011 die SOEP-Innovationsstichprobe (SOEP-IS) durch. Hierbei handelt es sich ebenfalls um eine jährliche Wiederholungsbefragung, in die immer wieder aktuelle Forschungsfragen und Erhebungsmethoden eingebracht werden.
Die Daten der beiden Studien SOEP-Core und SOEP-IS sind über das Forschungsdatenzentrum des SOEP erhältlich.

### Entwicklung des SOEP
Die jährliche Befragung „Leben in Deutschland“ wird inzwischen vom infas Institut für angewandte Sozialwissenschaft im Auftrag durchgeführt. Bis 2020 hat Kantar public bzw. dessen Vorläufer TNS Infratest die Befragung durchgeführt. Die erhobenen Daten werden von dem jeweiligen Institut anonymisiert an das SOEP geliefert.
Im Jahr 1984 begann die Erhebung mit einer Stichprobe, die die gesamte Wohnbevölkerung der damaligen Bundesrepublik Deutschland (Westdeutschland) umfasste, wobei die fünf größten Ausländergruppen („Gastarbeiter“) übererfasst wurden.
Im Juni 1990, sechs Monate nach dem Fall der Berliner Mauer und kurz vor der Wiedervereinigung, wurde das SOEP auf das Gebiet der ex-DDR ausgeweitet.
In regelmäßigen Abständen werden neue Haushalte hinzugefügt, um dem Abgang bisher befragter Haushalte (Panelmortalität) entgegenzuwirken und neu eingewanderte Menschen zu berücksichtigen. Sie sind entweder repräsentativ für die Gesamtbevölkerung in Deutschland oder sind bestrebt, mehr über bestimmte Bevölkerungsgruppen zu erfahren (z. B. Hocheinkommensbezieher, Eingewanderte, Familien). Seit 2013 kamen in Zusammenarbeit mit dem Institut für Arbeitsmarkt- und Berufsforschung und dem Bundesamt für Migration und Flüchtlinge mehrere Migrations- oder Flüchtlingsstichproben hinzu. Eine Auflistung der verschiedenen Stichproben und ihre Fallzahlen findet sich im SOEPcompanion.

### Eigenschaften der Daten
Themenschwerpunkte der Befragung sind unter anderem Haushaltszusammensetzung, Erwerbs- und Familienbiographie, Erwerbsbeteiligung und berufliche Mobilität, Einkommensverläufe, Gesundheit und Lebenszufriedenheit.
Die Befragten werden nicht nur zu objektiven Merkmalen, wie beispielsweise ihrem Einkommen oder den Merkmalen ihrer Wohnung, sondern auch zu subjektiven Merkmalen, so z. B. über Sorgen und ihre Lebenszufriedenheit befragt. Die Teilnahme an der Befragung ist freiwillig, im Gegensatz etwa zum amtlichen Mikrozensus. Seit 2003 werden schrittweise auch detaillierte Informationen über die in einem SOEP-Haushalt lebenden Kinder in getrennten Fragebögen erhoben: Zunächst über die Befragung der Eltern, später durch die Befragung der Schulkinder selbst.
Darüber hinaus zeichnet sich das SOEP durch folgende Aspekte aus:
- das Längsschnittdesign (Panelcharakter)
- den Haushaltskontext (Befragung aller erwachsenen Haushaltsmitglieder und älterer Kinder)
- eine überproportionale Repräsentation von Migranten; gegenwärtig ist dies die größte Wiederholungsbefragung von Migranten in Deutschland
- die überproportionale Berücksichtigung einkommensstarker als auch vermögender Haushalte (ab 2002 bzw. 2019)
- eine Zufallsstichprobe von LGBT-Personen (ab 2019)
- die Nutzung der Daten für intergenerationale Analysen
- die Möglichkeit der Verknüpfung mit administrativen Daten des Forschungsdatenzentrums der Deutschen Rentenversicherung Bund (SOEP-RV) als auch des Forschungsdatenzentrums der Bundesagentur für Arbeit im Institut für Arbeitsmarkt- und Berufsforschung (SOEP-CMI-ADIAB) oder weiteren Befragungen[12]
- Nutzung von klein-räumlichen Informationen (Geocodes) unter Berücksichtigung besonderer datenschutzrechtlicher Anforderungen.

### Datenschutz
Die Daten des Sozio-oekonomischen Panels unterliegen den Bestimmungen des Bundesdatenschutzgesetzes bzw. der europäischen Datenschutz-Grundverordnung. Das heißt, die im Interview erhobenen Daten werden im SOEP anonymisiert, sodass einzelne Befragte nicht mehr erkennbar sind und die Daten als „statistische Mikrodaten“ an wissenschaftliche Forschungsgruppen zur Analyse weitergegeben werden können.

### Datennutzung und Forschungsergebnisse
Die anonymisierten Mikrodaten des SOEP werden zur Forschung unentgeltlich zur Verfügung gestellt. Dafür ist der Abschluss eines Datenweitergabevertrages mit dem DIW Berlin notwendig. Das SOEP schrieb in seinem Jahresbericht 2023 von über 15.000 registrierten Nutzern.
Das SOEP hat das Ziel, alle wissenschaftlichen Publikationen zu SOEP-Daten zu sammeln und aufzulisten. Bisher liegen mehr als 12.000 Publikationen vor, deren bibliographische Angaben über eine Datenbank online zugänglich sind, und die – sofern im Internet erhältlich – verlinkt werden.

## Das SOEP als forschungsbasierte Infrastruktureinrichtung

### Die Infrastruktureinrichtung
Die Durchführung und Entwicklung des SOEP erfolgt als forschungsbasierte Infrastruktureinrichtung der Leibniz-Gemeinschaft am Deutschen Institut für Wirtschaftsforschung.

#### Leitung
- von 1983 bis 1989 Hans-Jürgen Krupp
- von 1989 bis 2013 Gert G. Wagner
- von 2013 bis 2018 Jürgen Schupp
- von 2018 bis 2022 Stefan Liebig
- seit 2022 Sabine Zinn (kommissarische Leitung)

Das SOEP wurde 1983 mit Hans-Jürgen Krupp als Leiter gegründet. 1988 wechselte Hans-Jürgen Krupp in die Politik und ging als Senator der Finanzen nach Hamburg. 1989 übernahm Gert G. Wagner die SOEP-Leitung. 2007 wurde von Wagner das Leitungsteam des SOEP mit Jürgen Schupp als Survey-Manager sowie Joachim Frick (†) als Leiter des SOEP-Forschungsdatenzentrums (FDZ) erweitert.
Im Februar 2011 hat Gert G. Wagner für eine Interimsperiode bis Februar 2013 den Vorstandsvorsitz des DIW Berlin übernommen. Für diesen Zeitraum übernahmen Jürgen Schupp sowie Joachim R. Frick gemeinsam interimistisch die Leitung der Infrastruktureinrichtung. Im Februar 2013 wurde Jürgen Schupp vom Kuratorium des DIW Berlin als Direktor des SOEP bestätigt. Anfang 2018 übernahm Stefan Liebig das Amt des SOEP-Direktors. Ende September 2022 trat Liebig von seinem Amt zurück. Anschließend übernahm Sabine Zinn die kommissarische Leitung des SOEP.

#### Finanzierung
Seit Anfang 2003 wird das SOEP als „Serviceeinrichtung“ zu zwei Dritteln vom Bund (Bundesministerium für Bildung und Forschung) und zu einem Drittel vom Land Berlin (Senatsverwaltung für Wissenschaft, Gesundheit, Pflege und Gleichstellung) finanziert. Von 1984 bis 2002 erfolgte die Förderung als Projekt der Deutschen Forschungsgemeinschaft auf Basis von Sondermitteln des Bundes und der Länder.
Struktur
Die forschungsbasierte Infrastruktureinrichtung besteht aus vier Bereichen. Diese nehmen eine Vielzahl von Aufgaben wahr, um die hohe Qualität der Infrastruktur, der Forschung und des Transfers zu gewährleisten. Der Bereich „Surveymethodik und -management“ konzipiert die SOEP-Studien im Hinblick auf Fragebogengestaltung und Stichprobenentwicklung. Der Bereich „Data Operation und Forschungsdatenzentrum“ bereitet die Daten nutzerfreundlich auf und stellt sie Forschenden zur Verfügung. Der Bereich „Angewandte Panelanalysen“ wertet die Daten aus, während der Bereich „Wissenstransfer“ Schulungen zur Nutzung der Daten organisiert und Forschungsergebnisse für die Öffentlichkeit nutzbar macht.

### Forschungsschwerpunkt
Die Forscher des SOEP betreiben konzeptionell und methodisch anspruchsvolle wissenschaftliche Forschung in den Bereichen Ökonomie, Soziologie, Psychologie, anderen sozialwissenschaftlichen Disziplinen und Umfragemethodik. Das SOEP arbeitet vor allem in den folgenden vier Forschungsbereichen:
- Soziale Ungleichheiten und Verteilung
- Subjektives Wohlbefinden, Persönlichkeit, Gesundheit
- Migration und gesellschaftlicher Wandel
- Survey-Methodik und Data Science.

### Kooperationen
Das SOEP ist Bestandteil vieler international vergleichender Datensammlungen und internationaler wissenschaftlicher Projekte.